# دانه‌پاشی هوایی

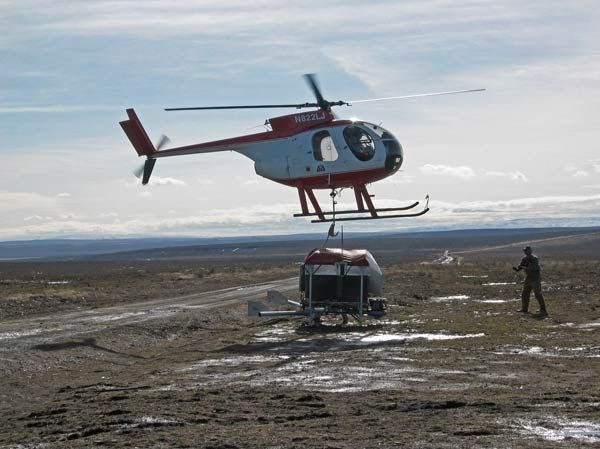
هلیکوپتر کاشت هوایی

دانه‌پاشی هوایی یا دانه‌کاری هوایی (به انگلیسی: Aerial seeding)، روشی است برای کاشت بذر با پاشش آنها از طریق وسایل مکانیکی هوایی مانند پهپاد، هواپیما یا هلیکوپتر. زمانی که هدف بازجنگل‌کاری باشد به آن بازجنگل‌کاری هوایی (aerial reforestation) می‌گویند.

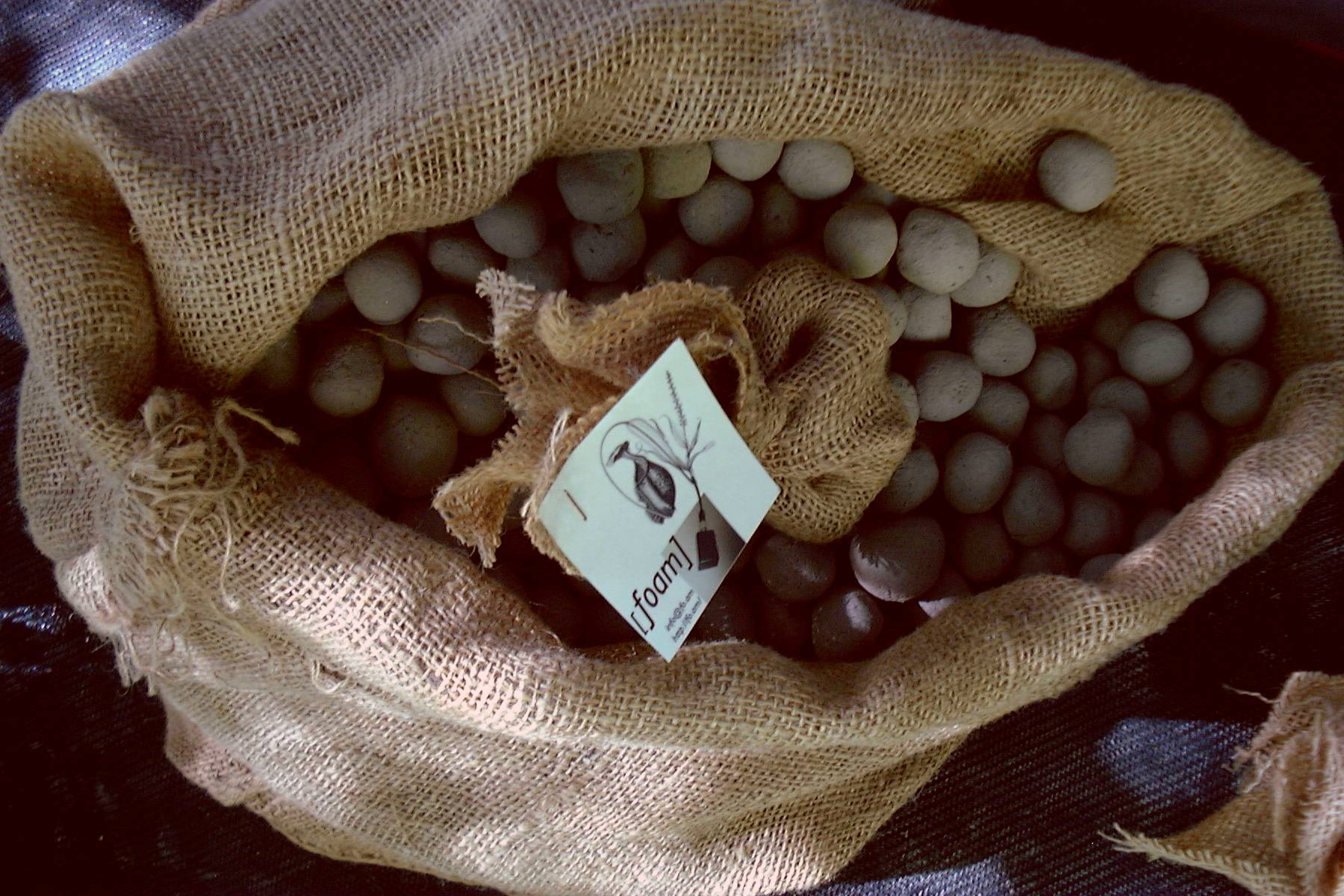
یک کیسه از توپ دانه‌ها